# EBird
Az eBird egy 2002-ben, a Cornell Egyetem ornitológiai laboratóriuma és a National Audubon Society együttműködésének keretében életre hívott citizen science online adatbázis. Amatőr ornitológusok és hivatásos ornitológusok közös munkájával létrehozott adatbázis a biodiverzitás kutatására, madarak megfigyelésére és az észlelések rögzítésére a Föld egészére kiterjedően.
Az eBird kiváló példája a crowdsourcing projektnek. Más értelmezésben ez egy citizen science („közösségi tudomány” vagy „házi tudomány”) projekt.
Az eBird adatbázisába feltöltött nyílt hozzáférésű megfigyelések komoly segítséget nyújtanak kutatási projekteknek, természetvédelemmel foglalkozó szervezeteknek és hatóságoknak, és általában a természet iránt érdeklődő közönségnek.
Az eBird más online természetbúvár projektekhez hasonlóan rendelkezik mind iOS mind Android platformokon mobil applikációval. A mobil applikációk segítik a madármegfigyelést, lehetővé teszik a megfigyelések közvetlen feltöltését az eBird adatbázisba. Az applikációk letölthetők a Google Playről vagy az Apple store-ból.
Az adatbázisra épülve mindenki számára ingyenesen elérhető telefonos alkalmazással, a Merlin Bird ID-val lehetőség nyílik, hogy meghatározzuk milyen madárral találkozunk. Kb. 3000 fajt képes felismerni, vagy úgy, hogy egyszerű kérdéseken keresztül megmutatja a legvalószínűbb madarakat (méret, szín, hely, időpont), vagy mesterséges intelligencia segítségével felismeri hangról vagy fényképről.